# Hochkünzelspitze
Die Hochkünzelspitze ist ein 2397 m ü. A. hoher Berg im Lechquellengebirge im österreichischen Bundesland Vorarlberg.

## Lage und Umgebung
Die Hochkünzelspitze bildet mit ihren Seitengraten den östlichen Abschluss der Zitterklapfengruppe. Im Süden des Berges liegt der Schadonapass (1840 m), der den Übergang zum Rothorn (2239 m) bildet. Nach Westen zieht der Zitterklapfenkamm übers Glattjöchl (2180 m) und das Schönegg (2260 m) zum Schöneberg (2282 m). Im Norden trennt das Künzeljoch die Hoch- von der Niederen Künzelspitze (2156 m). Nach Nordosten und Osten fallen die Flanken der Hochkünzelspitze ins Tal der Bregenzer Ach ab. Der Ostgrat der Hochkünzelspitze trägt die unbedeutende Erhebung der Wasserkluppe. Aus der Südseite ragt der ebenfalls unbedeutende Felszacken des Giglturms (2112 m) empor.
Die Hochkünzelspitze liegt auf dem Gemeindegebiet von Schoppernau.
In Richtung Westsüdwest gibt es bis über das Rheintal hinaus keinen Berg, der höher als die Hochkünzelspitze ist, so dass man von ihr das etwa 170 km entfernte Dreigestirn Eiger / Mönch / Jungfrau, sowie weitere bekannte Gipfel der Berner Alpen bei guter Sicht erblicken kann.

## Biotope

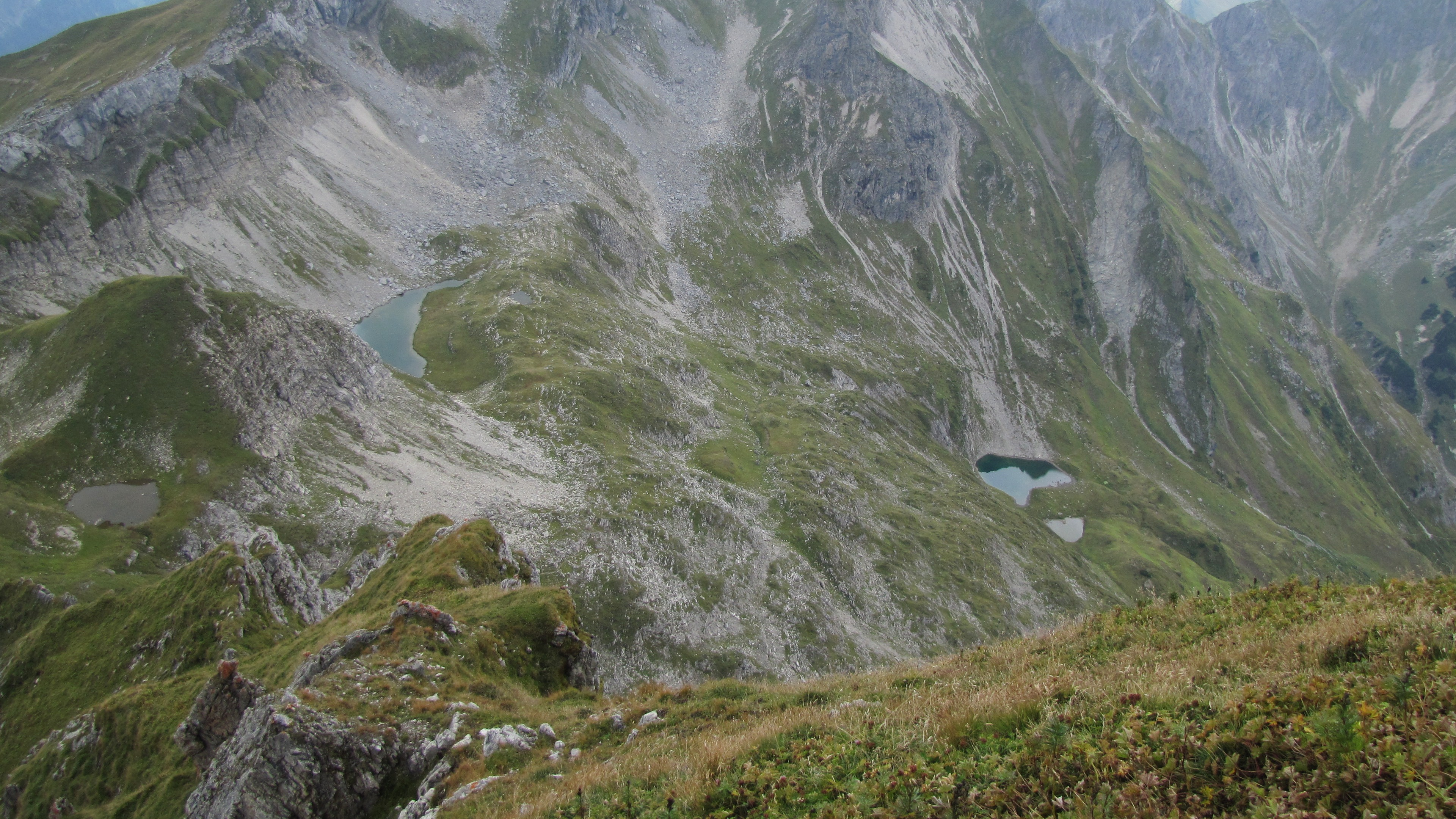
Die vier Biotop-Seen

An der Hochkünzelspitze finden sich drei schutzwürdige Biotope.
Das erste befindet sich auf der Südseite des Giglturms und wird aus Braun-Seggen-Mooren (Caricetum nigrae) gebildet, die aus einer ungefähr ein Meter mächtigen Torfschicht auf Kalkstein bestehen. Gefährdete Arten in diesem Biotop sind Geflecktes Knabenkraut (Dactylorhiza maculata), Gelber Enzian (Gentiana lutea) und Bach-Nelkenwurz (Geum rivale).
Die zweite Biotopgruppe wird aus vier oligotrophen Seen gebildet, die am Glattjöchl und in dem Kar zwischen Hochkünzelspitze und Schöneberg liegen und deren Ränder von Scheuchzers Wollgras (Eriophorum scheuchzeri) gebildet werden. Der höchste See auf ungefähr 2200 Meter beim Glattjöchl weist Bryum pseudotriquetrum und eine Kalkquellflur (Cratoneuretum falcati) auf. Am etwa 2100 Meter hoch gelegenen See unter dem Schöneberg finden sich Blaugras-Horstseggenrasen (Seslerio-Semperviretum) und Rundblättriges Hellerkraut (Thlaspi rotundifolia), im Wasser sorgen Eisenoxidierende Mikroorganismen teilweise für eine rötliche Färbung. Auf etwa 1900 Meter Höhe liegen die beiden letzten Seen im Gebiet der Oberen Gautalpe, die den größten Teil des Jahres mit Schnee bedeckt sind.
Nordwestlich liegt zwischen Hoher und Niederer Künzel das Biotop der Flächen um die Obere Gautalpe, die in extensiver Nutzung landwirtschaftlich betrieben wird. Die Flächen werden von zahlreichen Quellen gespeist und bestehen im Untergrund hauptsächlich aus Kalken und Dolomiten. Erwähnenswerte Pflanzen stellen Eisenhutblättriger Hahnenfuß (Ranunculus aconitifolius), Berg-Wiesen-Goldhafer (Anthrisco-Trisetetum), Rost-Seggehalden (Caricetum ferrugineae), Blaugrashalden und magere Bergheumähder (Hypochoero-Nardetum) dar. Gefährdete Arten in diesem Gebiet sind Allermannsharnisch (Allium victorialis) und Rosa Kugelorchis (Traunsteinera globosa).

## Besteigung
Stützpunkt für die Besteigung der Hochkünzelspitze ist die Biberacher Hütte (1846 m) am südlich gelegenen Schadonapass. Der Weg führt vorbei am Giglturm auf der Südseite an den steilen Gipfelaufbau heran. Durch Steilgras und eine drahtseilversicherte Stelle erreicht man den Vorgipfel, von dem es über einen sehr kurzen, schmalen Grat zum drahtseilversicherten, schrofigen Hauptgipfel geht. Für die Besteigung ist Trittsicherheit und Schwindelfreiheit nötig. Auch aus dem Tal der Bregenzer Ach kann die Hochkünzelspitze erreicht werden. Über Vorsäß Schalzbach und die Gautalpen zieht der Weg hinauf zum Glattjöchl und von dort zum Normalweg. Für den Nordgrat muss der II. Schwierigkeitsgrad im brüchigen Fels beherrscht werden.

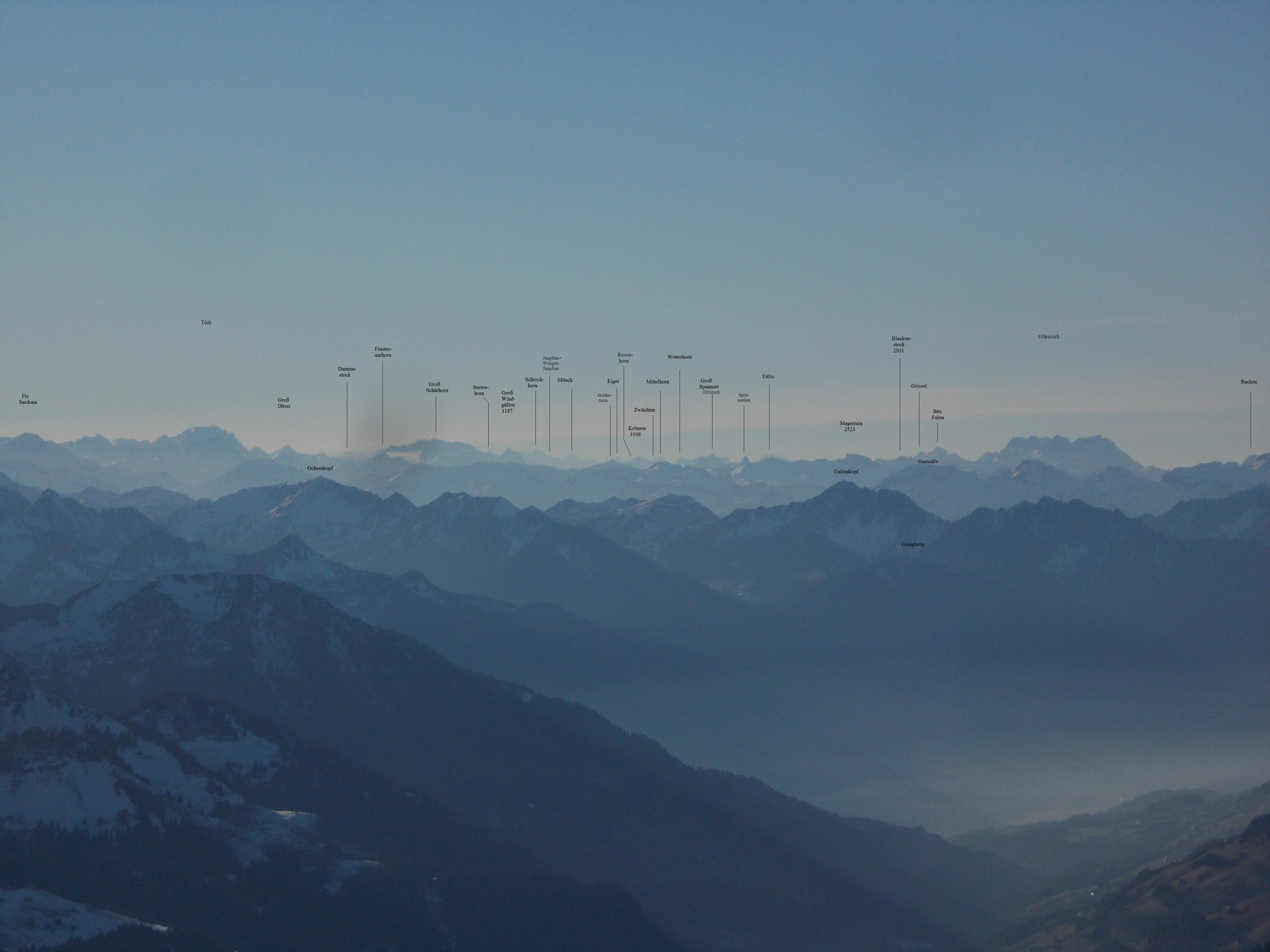
Blick von der Hochkünzelspitze in die Glarner, Berner und Urner Alpen.

Im Winter können beide Routen auch als Skitour begangen werden. Das Skidepot wird dann etwa 50 Höhenmeter westlich und unterhalb des Hauptgipfels angelegt.

## Gipfelkreuz
Das Gipfelkreuz auf der Hochkünzelspitze trägt die Inschrift: „CHRISTUS GESTERN HEUTE UND IN EWIGKEIT.“

## Bilder

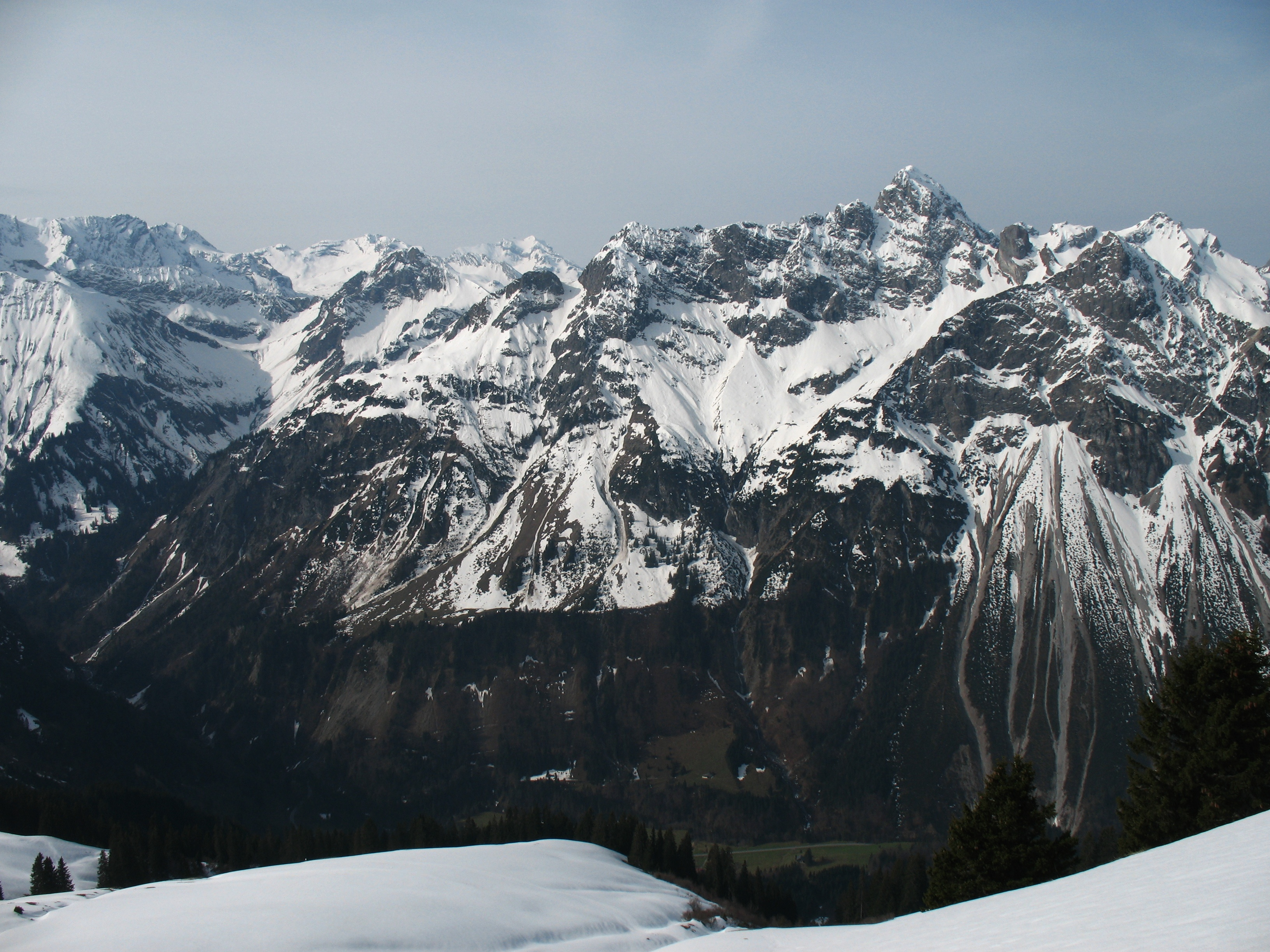
Nordflanke
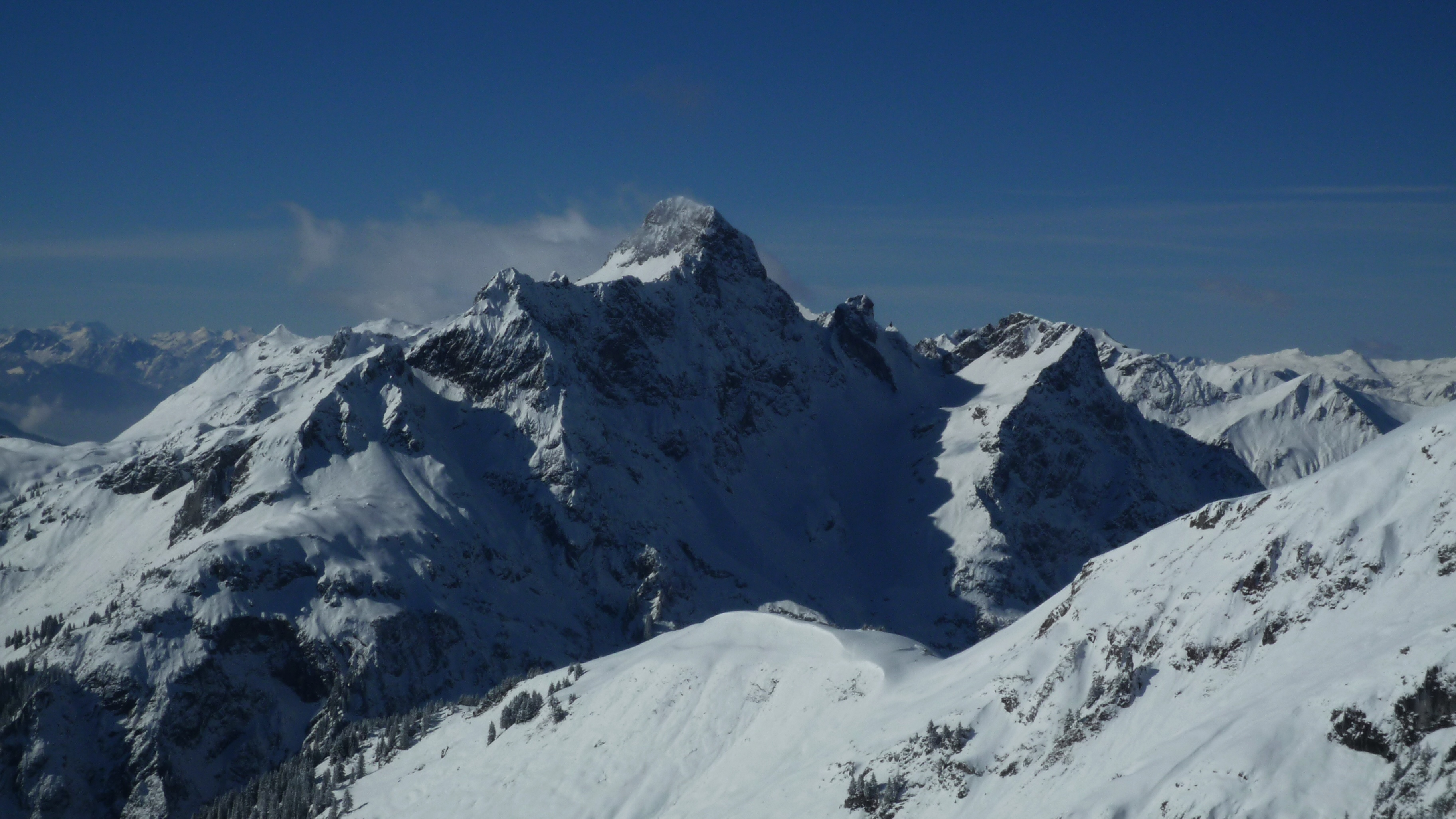
Ostseite
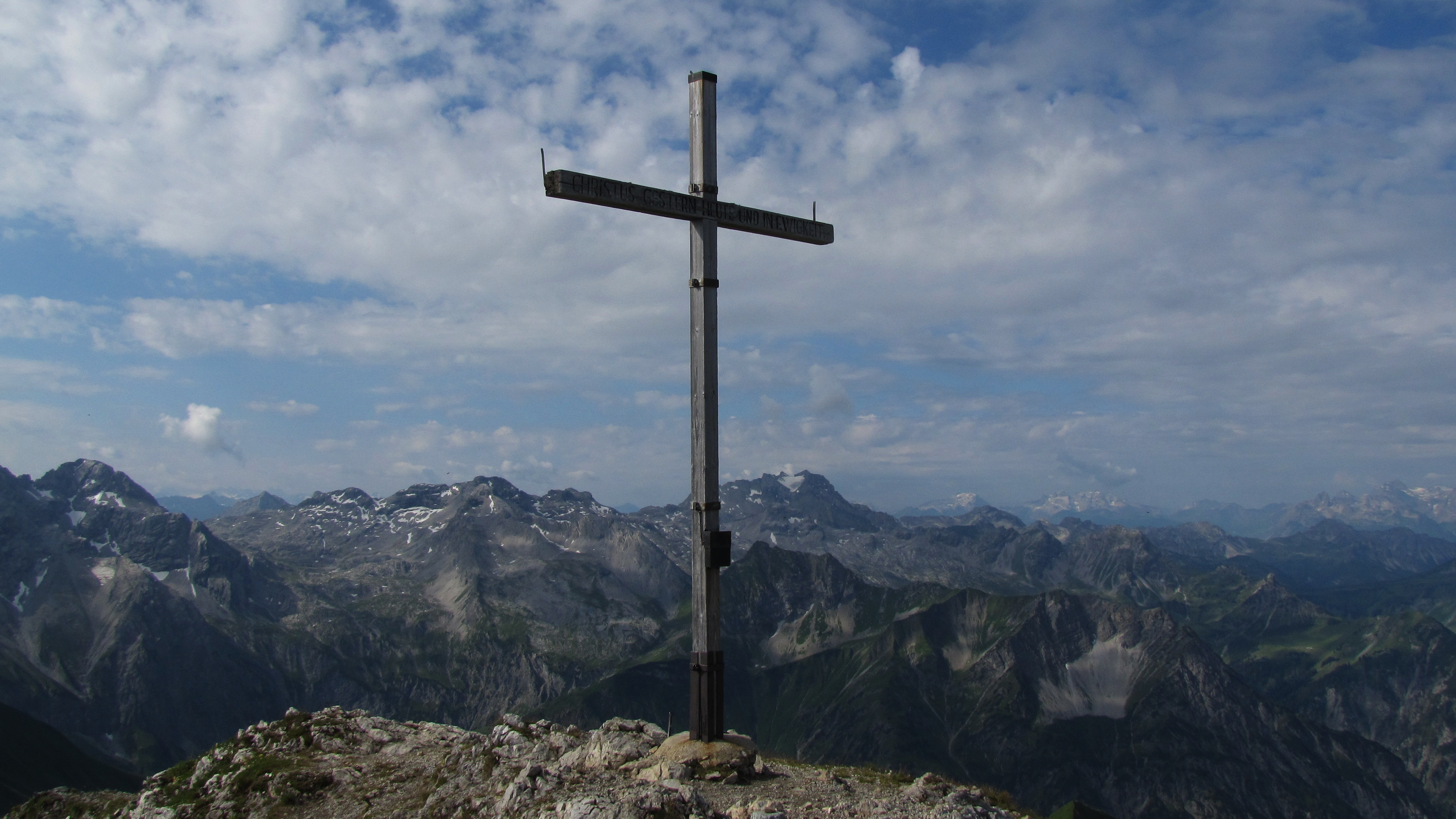
Gipfelkreuz
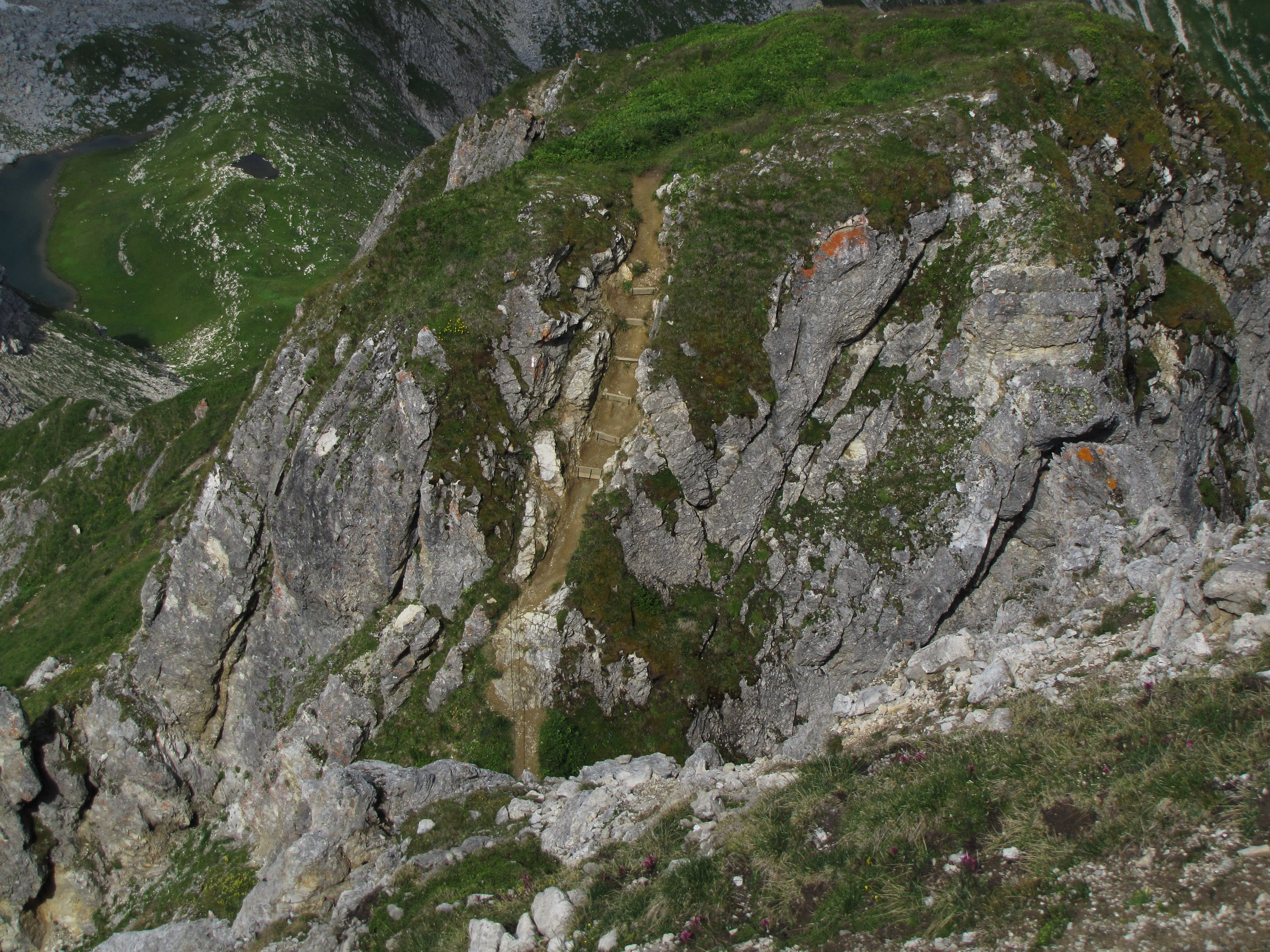
Übergang Vorgipfel – Hauptgipfel

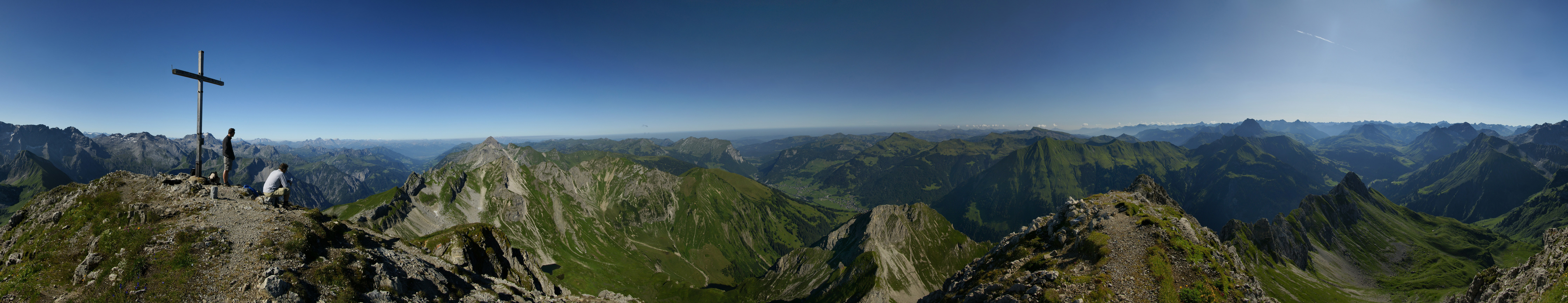
360° Panorama auf der Hochkünzelspitze